# Mistrovství světa v alpském lyžování 2015 – sjezd žen
Sjezd žen na Mistrovství světa v alpském lyžování 2015 se jel na beavercreeské nově vybudované sjezdovce Raptor v pátek 6. února 2015 jako druhý ženský závod šampionátu. Start se uskutečnil na 11:00 hodin místního času. Soutěže se zúčastnilo 39 závodnic z 19 zemí.
Obhájkyní vítězství byla francouzská lyžařka Marion Rollandová, která nestartovala. Úřadující olympijské vítězky v této disciplíně ze sočských her představovaly Slovinka Tina Mazeová a Švýcarka Dominique Gisinová.

## Medailistky
Mistryní světa se stala Tina Mazeová, průběžná vedoucí závodnice světového poháru, čímž doplnila medailovou sbírku ze světových šampionátů na tři zlaté a šest stříbrných. Druhé místo obsadila Rakušanka Anna Fenningerová, která vyhrála úvodní disciplínu v Super-G o tři setiny sekundy právě před Mazeovou. Slovinka jí ve sjezdu oplatila prohru téměř stejným rozdílem dvou setin sekundy. Sbírku cenných kov z mistrovství světa tak navýšila na pět. Bronz si odvezla švýcarská lyžařka Lara Gutová, pro niž pódiové umístění znamenalo čtvrtou medaili po třech stříbrech.
Tina Mazeová vytvořila výjimečný výkon v historii lyžování, když jako úřadující olympijská šampionka vyhrála i mistrovství světa. Stejný výkon naposledy předtím dokázala o třicet let dříve Michela Figiniová na ZOH 1984 a MS 1985. Stala se také první slovinskou lyžařkou, která vybojovala medailové pořadí ve sjezdovém závodu. K titulu uvedla: „Věděla jsem, že Fenningerová jela dobře a že to bude těsné. Tentokrát bylo štěstí na mojí straně.“
| Zlato   | Zlato                  | Stříbro | Stříbro                    | Bronz   | Bronz                 |
| ------- | ---------------------- | ------- | -------------------------- | ------- | --------------------- |
| Portrét | Tina Mazeová Slovinsko | Portrét | Anna Fenningerová Rakousko | Portrét | Lara Gutová Švýcarsko |

## Výsledky
Závod odstartoval v 11:00 hodin.
| Pořadí                                                                                               | č. | závodnice                     | stát            | čas     | ztráta |
| --- | -- | ----------------------------- | --------------- | ------- | ------ |
| 1.                                                                                                   | 21 | Tina Mazeová                  | Slovinsko       | 1:45.89 |        |
| 2.                                                                                                   | 16 | Anna Fenningerová             | Rakousko        | 1:45.91 | +0.02  |
| 3.                                                                                                   | 19 | Lara Gutová                   | Švýcarsko       | 1:46.23 | +0.34  |
| 4 | 4  | Nicole Schmidhoferová         | Rakousko        | 1:46.92 | +1.03  |
| 5 | 22 | Lindsey Vonnová               | USA             | 1:46.94 | +1.05  |
| 6 | 18 | Elisabeth Görglová            | Rakousko        | 1:46.95 | +1.06  |
| 7 | 6  | Nadja Jnglinová-Kamerová      | Švýcarsko       | 1:46.97 | +1.08  |
| 8 | 8  | Daniela Merighettiová         | Itálie          | 1:47.14 | +1.25  |
| 9 | 15 | Fabienne Suterová             | Švýcarsko       | 1:47.18 | +1.29  |
| 10.                                                                                                  | 17 | Viktoria Rebensburgová        | Německo         | 1:47.24 | +1.35  |
| 11.                                                                                                  | 13 | Tina Weiratherová             | Lichtenštejnsko | 1:47.27 | +1.38  |
| 12.                                                                                                  | 1  | Nadia Fanchiniová             | Itálie          | 1:47.34 | +1.45  |
| 13.                                                                                                  | 5  | Edit Miklósová                | Maďarsko        | 1:47.53 | +1.64  |
| 14.                                                                                                  | 12 | Larisa Yurkiwová              | Kanada          | 1:47.65 | +1.76  |
| 15.                                                                                                  | 23 | Cornelia Hütterová            | Rakousko        | 1:47.87 | +1.98  |
| 16.                                                                                                  | 10 | Julia Mancusová               | USA             | 1:47.93 | +2.04  |
| 17.                                                                                                  | 14 | Laurenne Rossová              | USA             | 1:47.95 | +2.06  |
| 18.                                                                                                  | 11 | Kajsa Klingová                | Švédsko         | 1:47.99 | +2.10  |
| 19.                                                                                                  | 9  | Stacey Cooková                | USA             | 1:48.05 | +2.16  |
| 20.                                                                                                  | 27 | Ilka Štuhecová                | Slovinsko       | 1:48.06 | +2.17  |
| 21.                                                                                                  | 7  | Alexandra Colettiová          | Monako          | 1:48.07 | +2.18  |
| 21.                                                                                                  | 24 | Margot Bailetová              | Francie         | 1:48.07 | +2.18  |
| 23.                                                                                                  | 2  | Carolina Ruizová Castillová   | Španělsko       | 1:48.27 | +2.38  |
| 24.                                                                                                  | 3  | Jennifer Piotová              | Francie         | 1:48.34 | +2.45  |
| 25.                                                                                                  | 29 | Ragnhild Mowinckelová         | Norsko          | 1:48.54 | +2.65  |
| 26.                                                                                                  | 20 | Elena Fanchiniová             | Itálie          | 1:48.72 | +2.83  |
| 27.                                                                                                  | 30 | Maria Therese Tvibergová      | Norsko          | 1:48.78 | +2.89  |
| 28.                                                                                                  | 25 | Johanna Schnarfová            | Itálie          | 1:48.80 | +2.91  |
| 29.                                                                                                  | 26 | Marianne Abderhaldenová       | Švýcarsko       | 1:48.82 | +2.93  |
| 30.                                                                                                  | 31 | Vanja Brodniková              | Slovinsko       | 1:49.55 | +3.66  |
| 31.                                                                                                  | 33 | Veronique Hroneková           | Německo         | 1:50.43 | +4.54  |
| 32.                                                                                                  | 32 | Klára Křížová                 | Česko           | 1:50.79 | +4.90  |
| 33.                                                                                                  | 35 | Greta Smallová                | Austrálie       | 1:51.97 | +6.08  |
| 34.                                                                                                  | 36 | Macarena Simariová Birknerová | Argentina       | 1:53.18 | +7.29  |
| 35.                                                                                                  | 37 | Noelle Barahonová             | Chile           | 1:53.77 | +7.88  |
| 36.                                                                                                  | 39 | Leona Popovićová              | Chorvatsko      | 1:53.88 | +7.99  |
| 37.                                                                                                  | 38 | Andrea Komšićová              | Chorvatsko      | 1:54.00 | +8.11  |
| | 28 | Marie Marchandová-Arvierová   | Francie         | DNF     | +9.99  |
| | 34 | Valérie Grenierová            | Kanada          | DNF     | +9.99  |
| Č. – startovní číslo závodníka, DNS – závodník nenastoupil na start, DNF – závodník nedojel do cíle. |    |                               |                 |         |        |